# 岩木山竜太
岩木山 竜太（いわきやま りゅうた、1976年3月2日 - ）は、青森県中津軽郡岩木町（現弘前市）出身で境川部屋（入門時は中立部屋）所属の元大相撲力士。本名は對馬 竜太（つしま りゅうた）、愛称はツシマ。身長184cm、体重177kg、血液型はO型、趣味は音楽鑑賞と競馬研究。最高位は東小結（2005年3月場所）。現在は、年寄・関ノ戸。

## 来歴
3人兄弟の長男であり、弘前実業高校、青森大学と相撲部に所属。高校時代の恩師と中畑清は親交がある。高見盛は弘前実高相撲部の後輩である。大学卒業後、同じ設立母体の青森山田高校の職員兼相撲部コーチとなって、1998年の全日本選手権大会で8位入賞を果たすなどアマチュア相撲で鳴らしたが、同じくアマチュア相撲を取っていた友人・松田広志が24歳で交通事故死を遂げたのきっかけとしてプロ入りを決意し、中立部屋に入門した。
2000年7月場所に幕下付出で初土俵、幕下60枚目格付出最後の適用者である。怪我で一時は三段目に陥落したが、2001年3月場所に三段目優勝すると幕下中位に定着。2002年3月場所に十両に昇進し、4場所で同年11月場所に新入幕する。2003年4月には青森大学大学院（環境科学研究科環境教育学専攻）に入学し、史上初の現役大学院生力士となる（後に休学）。
2002年11月場所が新入幕で10勝し敢闘賞、2003年9月場所で大関・栃東などに勝ち11勝し技能賞、2003年11月場所で新三役に昇進。2004年7月場所から2005年1月場所まで大関・千代大海に4連勝(通算対戦成績5勝8敗)したり、琴光喜には8勝7敗と勝ち越している。
2004年9月場所で横綱朝青龍に勝ち、初の金星を獲得する。2005年3月場所、三役に復帰(再小結)。しかし2006年11月場所以降、翌1月場所、3月場所、5月場所と負け越して7月場所では十両に陥落。主に首に怪我を負って得意のぶちかましができない状況で、年齢もあってか馬力に陰りが見られるようになった。以後も2度十両陥落した。膝にも爆弾を抱えるようになり、2013年9月場所『どすこいFM』を中継している最中に右膝のきしみをマイクで集音したというエピソードが紹介された。
2007年12月に年下の一般女性との婚約を発表する。
魁皇には11戦全敗と苦手にしていた。逆に垣添には稽古場では勝てないものの17勝1敗（勝率.944）と大きく勝ち越している。初顔の2003年11月場所から2009年5月まで16戦全勝していたが、同年11月場所で初黒星を喫した。岩木山の垣添戦の勝率は岩木山と同じく垣添に勝ち越している横綱・大関陣の中でも白鵬の9勝1敗（勝率.900）、栃東の7勝1敗（勝率.875）、魁皇の10勝2敗（勝率.833で岩木山の弟弟子の豪栄道の垣添戦と同率）、豪栄道の5勝1敗（勝率.833で魁皇の垣添戦と同率）、琴奨菊の4勝1敗（勝率.800）、日馬富士の7勝2敗（勝率.778）、琴欧洲の7勝4敗（勝率.636）、稀勢の里の5勝3敗（勝率.625）、千代大海の7勝5敗（勝率.583）、琴光喜の8勝6敗（勝率.571）、栃ノ心の6勝5敗（勝率.545）を上回っている。
2010年4月、小脳脳梗塞で夏場所を休場。同年7月の名古屋場所も回復できずに全休し、秋場所での幕下陥落が濃厚となり、既に年寄名跡「関ノ戸」を取得していることから、そのまま引退する方向になると師匠の境川親方が語った。しかし、2010年7月場所では大相撲野球賭博問題の影響で多数の謹慎力士が出たため、同じ全休でも区別するという形で9月場所は十両に残留することになった。この9月場所も全休し、同場所千秋楽に引退を表明して年寄・関ノ戸を襲名した。「180キロ前後あった体重が150キロを切ってしまい、いまから体を動かして復帰に努めても、土俵に上がるまで半年以上かかる」という事情が引退の決め手となった。引退会見では「入門しても、年に一回、（松田さんは）夢の中に出てきていたんですけどね。十両2場所目（平成14年夏場所）に優勝してから出てこなくなったんですよ。きっと（自分の気持ちを）分かってくれたんじゃないですか」と笑みを浮かべた。引退後の琴欧洲との対談では、現役時代の思い出として十両時代に北桜と対戦した最後の一番（2007年11月場所9日目の取組）について語っており「互いにいい相撲だったと振り返っていた」と述懐していた。断髪式は大相撲八百長問題の影響により8ヶ月の延期を経て2012年1月28日に行われ、中畑清、高見盛など約260人が参加。止め鋏は師匠の境川が入れた。現在は境川部屋付きの親方として後進の指導に当たっている。

## 取り口
体格を生かした馬力相撲で、広い額でのぶちかましから出足鋭く攻めた。突き押しや左四つ、もろ差しからの寄りを見せたほか、小手投げも強かった。このように攻撃面は強力だったが、腰高で上体が硬く、守りは脆かった。また、脇が甘く簡単に相手十分の四つに組まれることも多かった。

## 主な成績

### 通算成績
- 生涯成績：407勝365敗78休 勝率.527
- 幕内成績：293勝318敗34休 勝率.480
- 現役在位：62場所
- 幕内在位：43場所
- 三役在位：2場所 (小結2場所)

### 三賞・金星
- 三賞：2回
  - 技能賞：1回（2003年9月場所）
  - 敢闘賞：1回（2002年11月場所）
- 金星：1個
  - 朝青龍1個

### 各段優勝
- 十両優勝：2回（2002年5月場所、2007年7月場所）
- 三段目優勝：1回（2001年3月場所）

### 場所別成績
| | 一月場所 初場所（東京）  | 三月場所 春場所（大阪） | 五月場所 夏場所（東京） | 七月場所 名古屋場所（愛知） | 九月場所 秋場所（東京）  | 十一月場所 九州場所（福岡） |
| --- | ------------------------ | ----------------------- | ----------------------- | --------------------------- | ------------------------ | --------------------------- |
| 2000年 （平成12年） | x                        | x                       | x                       | 幕下付出60枚目 4–3          | 東幕下51枚目 0–2–5       | 東三段目26枚目 5–0–2        |
| 2001年 （平成13年） | 東三段目2枚目 休場 0–0–7 | 東三段目62枚目 優勝 7–0 | 東幕下38枚目 6–1        | 西幕下16枚目 3–4            | 東幕下26枚目 6–1         | 東幕下10枚目 5–2            |
| 2002年 （平成14年） | 東幕下3枚目 6–1          | 東十両11枚目 8–7        | 東十両9枚目 優勝 11–4   | 西十両3枚目 9–6             | 東十両筆頭 10–5          | 西前頭11枚目 10–5 敢        |
| 2003年 （平成15年） | 西前頭5枚目 7–8          | 東前頭6枚目 6–5–4       | 西前頭9枚目 7–8         | 東前頭10枚目 8–7            | 東前頭5枚目 11–4 技      | 西小結 6–9                  |
| 2004年 （平成16年） | 東前頭2枚目 6–9          | 西前頭5枚目 7–8         | 西前頭6枚目 10–5        | 西前頭筆頭 7–8              | 東前頭2枚目 7–8 ★        | 東前頭3枚目 9–6             |
| 2005年 （平成17年） | 東前頭筆頭 8–7           | 東小結 4–11             | 西前頭4枚目 5–10        | 西前頭8枚目 9–3–3           | 東前頭4枚目 7–8          | 西前頭4枚目 7–8             |
| 2006年 （平成18年） | 東前頭5枚目 8–7          | 西前頭3枚目 4–11        | 東前頭9枚目 7–8         | 西前頭10枚目 9–6            | 西前頭5枚目 10–5         | 西前頭筆頭 2–13             |
| 2007年 （平成19年） | 東前頭10枚目 7–8         | 東前頭11枚目 5–10       | 西前頭15枚目 6–9        | 東十両筆頭 優勝 12–3        | 東前頭10枚目 4–11        | 東十両筆頭 11–4             |
| 2008年 （平成20年） | 東前頭13枚目 9–6         | 東前頭9枚目 7–8         | 東前頭11枚目 8–7        | 西前頭9枚目 8–7             | 東前頭7枚目 1–2–12       | 東十両2枚目 11–4            |
| 2009年 （平成21年） | 東前頭11枚目 8–7         | 東前頭10枚目 8–7        | 東前頭8枚目 9–6         | 東前頭3枚目 5–10            | 東前頭8枚目 8–7          | 西前頭4枚目 2–13            |
| 2010年 （平成22年） | 東前頭14枚目 9–6         | 東前頭8枚目 8–7         | 東前頭5枚目 休場 0–0–15 | 東十両2枚目 休場 0–0–15     | 西十両14枚目 引退 0–0–15 | x                           |
| 各欄の数字は、「勝ち-負け-休場」を示す。 優勝 引退 休場 十両 幕下 三賞：敢=敢闘賞、殊=殊勲賞、技=技能賞 その他：★=金星 番付階級：幕内 - 十両 - 幕下 - 三段目 - 序二段 - 序ノ口 幕内序列：横綱 - 大関 - 関脇 - 小結 - 前頭（「#数字」は各位内の序列） |                          |                         |                         |                             |                          |                             |

### 幕内対戦成績
| 力士名   | 勝数 | 負数 | 力士名   | 勝数 | 負数 | 力士名   | 勝数 | 負数 | 力士名   | 勝数 | 負数 |
| -------- | ---- | ---- | -------- | ---- | ---- | -------- | ---- | ---- | -------- | ---- | ---- |
| 蒼樹山   | 2    | 1    | 安芸乃島 | 1    | 1    | 朝青龍   | 1    | 15   | 朝赤龍   | 6    | 6    |
| 朝乃若   | 2    | 0    | 安壮富士 | 1    | 0    | 安美錦   | 4    | 6    | 阿覧     | 5    | 3    |
| 市原     | 1    | 0    | 潮丸     | 2    | 3    | 皇司     | 1    | 2    | 魁皇     | 0    | 11   |
| 海鵬     | 7    | 4    | 垣添     | 17   | 1    | 鶴竜     | 2    | 5(1) | 春日王   | 9    | 2    |
| 春日錦   | 3    | 3    | 片山     | 0    | 1    | 稀勢の里 | 3    | 2    | 北桜     | 2    | 0    |
| 北太樹   | 0    | 2    | 木村山   | 1    | 0    | 旭鷲山   | 6    | 5    | 旭天鵬   | 3    | 13   |
| 金開山   | 4    | 0    | 光龍     | 3    | 0    | 黒海     | 9    | 13   | 琴欧洲   | 1    | 9    |
| 琴奨菊   | 0    | 4    | 琴ノ若   | 4    | 1    | 琴光喜   | 8    | 7(1) | 琴龍     | 2    | 1    |
| 磋牙司   | 1    | 0    | 里山     | 0    | 1    | 霜鳳     | 7    | 2    | 十文字   | 7    | 4    |
| 翔天狼   | 1    | 1    | 隆の鶴   | 3    | 0    | 貴ノ浪   | 1    | 3    | 隆乃若   | 1(1) | 1    |
| 高見盛   | 14   | 7(1) | 豪風     | 4    | 7    | 玉飛鳥   | 0    | 2    | 玉春日   | 4    | 3    |
| 玉乃島   | 5    | 15   | 玉力道   | 1    | 2    | 玉鷲     | 1    | 2    | 千代大海 | 5    | 8    |
| 千代白鵬 | 0    | 1    | 出島     | 8    | 8    | 闘牙     | 6    | 2    | 時津海   | 8    | 3    |
| 時天空   | 7    | 5    | 土佐ノ海 | 10   | 4    | 土佐豊   | 1    | 0    | 栃東     | 3    | 9    |
| 栃煌山   | 2    | 8    | 栃栄     | 2    | 0    | 栃ノ心   | 2    | 3    | 栃乃洋   | 7    | 8    |
| 栃乃花   | 4    | 1    | 豊桜     | 5    | 0    | 豊ノ島   | 4    | 4    | 白馬     | 2    | 1    |
| 白鵬     | 3    | 6    | 白露山   | 1    | 3    | 追風海   | 0    | 1    | 把瑠都   | 0    | 3    |
| 春ノ山   | 0    | 1    | 日馬富士 | 3    | 3    | 武州山   | 2    | 1    | 普天王   | 3    | 8    |
| 武雄山   | 3    | 0    | 豊真将   | 3    | 7    | 北勝力   | 7    | 10   | 将司     | 2    | 0    |
| 雅山     | 4    | 7    | 武蔵丸   | 1(1) | 0    | 武双山   | 2    | 4    | 猛虎浪   | 2    | 1    |
| 山本山   | 0    | 1    | 燁司     | 0    | 1    | 嘉風     | 7    | 2    | 龍皇     | 1    | 2    |
| 露鵬     | 1    | 7    | 若麒麟   | 1    | 0    | 若の里   | 3    | 12   | 若ノ鵬   | 1    | 0    |
| 和歌乃山 | 2    | 2    |          |      |      |          |      |      |          |      |      |

## 改名歴
- 對馬 竜太（つしま りゅうた）2000年7月場所 - 2000年11月場所
- 岩木山 竜太（いわきやま - ）2001年1月場所 - 2010年9月場所
四股名は、郷里の岩木町と岩木山に由来する。

## 年寄変遷
- 関ノ戸 竜太（せきのと りゅうた）2010年9月場所 -